# William J. Cabaniss
William Jelks „Bill“ Cabaniss mladší (11. července 1938 Birmingham – 2. února 2025) byl americký politik a diplomat, který působil jako člen obou komor alabamského zákonodárného sboru a velvyslanec USA v České republice v administrativě George W. Bushe.

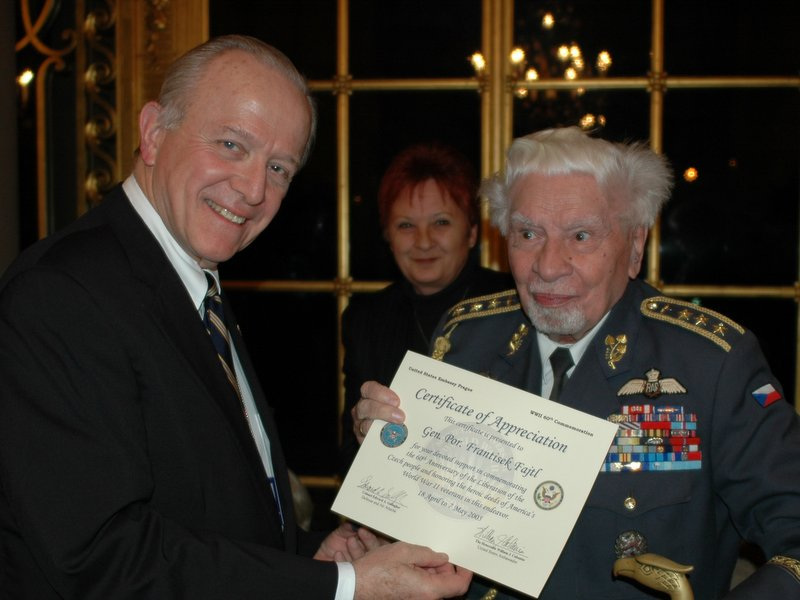
Cabaniss a František Fajtl – fotografie z roku 2005

## Mládí a vzdělání
Cabaniss získal v roce 1960 bakalářský titul na Vanderbiltově univerzitě a vstoupil do armády Spojených států amerických, kde sloužil jako nadporučík u Airborne Rangers. V roce 1964, po tříleté službě v Německu, mu bylo uděleno vojenské vyznamenání.

## Kariéra
Po odchodu z armády se Cabaniss vrátil do Birminghamu a začal pracovat v divizi Southern Cement Company společnosti Martin Marietta. V roce 1971 rezignoval na svou pozici ředitele rozvoje trhu ve společnosti Southern Cement a založil vlastní společnost Precision Grinding, Inc.
Cabaniss, republikán, působil od roku 1978 do roku 1982 v alabamské sněmovně reprezentantů a od roku 1982 do roku 1990 v Senátu státu Alabama. Ve volbách v roce 1990 neúspěšně kandidoval do Senátu USA. Prohrál s úřadujícím demokratickým senátorem Howellem Heflinem.
V letech 2004 až 2006 působil v České republice jako velvyslanec USA.